# Samuli Edelmann

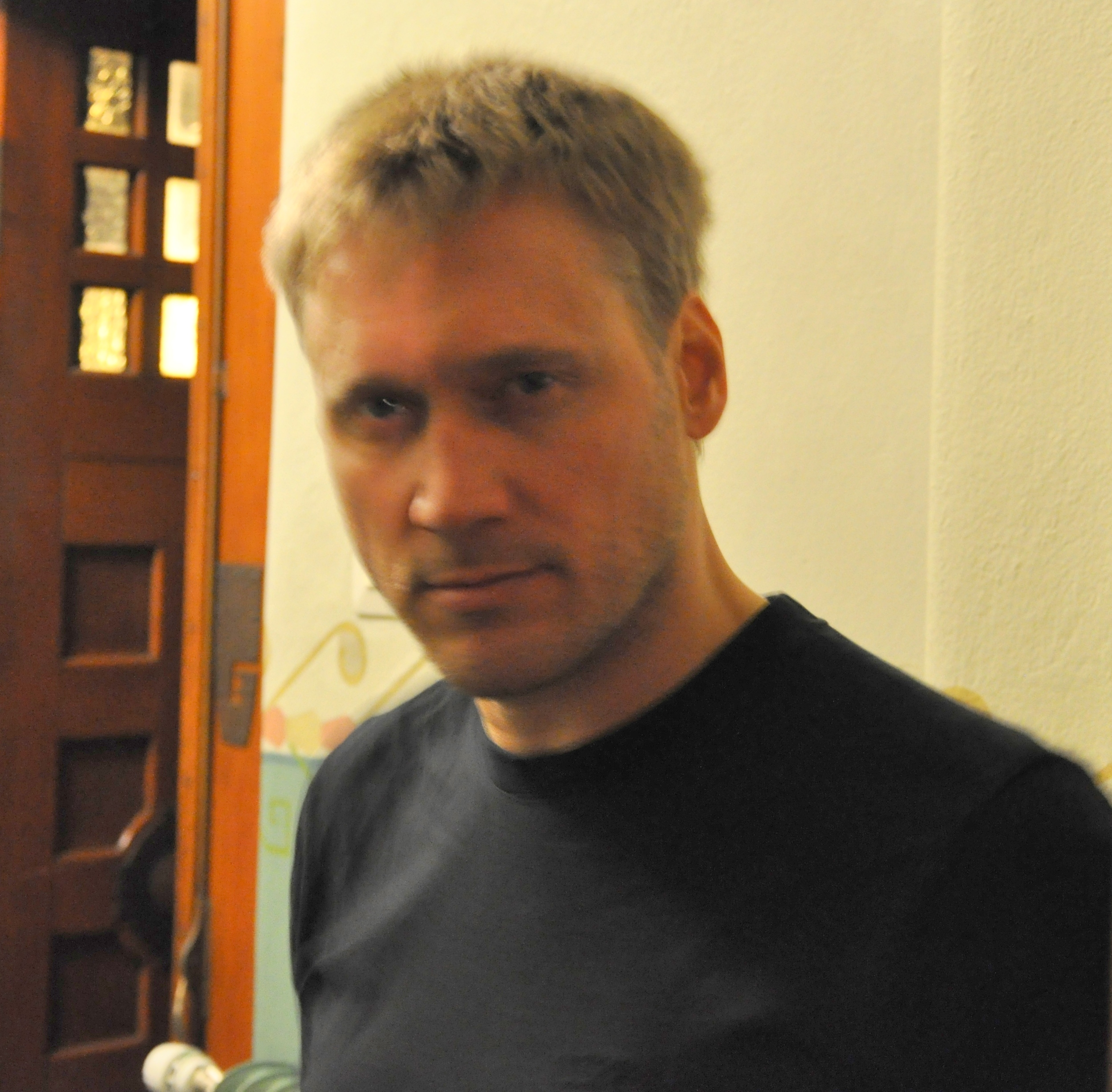
Samuli Edelmann, 2009

Samuli Casimir Edelmann (* 21. Juli 1968 in Pori) ist ein finnischer Schauspieler und Sänger.

## Leben und Wirken
Edelmann ist Sohn der Künstler Marja-Leena Koukin und Toni Edelmann. Er hat zwei Kinder, Venla und Ilmari.
Seit den 1990er Jahren hat Edelmann in einer Reihe von Filmen mitgewirkt und in Zeichentrick- und Animationsfilmen wie Die Mumins und Shrek Charakteren seine Stimme geliehen.
Gleichzeitig hat Samuli Edelmann eine erfolgreiche Karriere als Musiker begonnen. Seine erste CD „Pienestä kii“ (1991) gewann Platin in Finnland. Insgesamt wurde er in seiner Heimat bis heute mit sechs Goldenen und elf Platin-Schallplatten ausgezeichnet. „Ihana valo“ (1994) war die meistverkaufte CD des Jahres in Finnland. Es folgten zahlreiche Veröffentlichungen, auch Duette mit u. a. Rockstar Mikko Kuustonen und Mari Rantasila. Mit „Virsiä“ 2007 konnte Edelmann erstmals seit 2001 wieder die Topposition der Charts einnehmen.

## Diskografie

### Alben
| Jahr | Titel                            | Höchstplatzierung, Gesamtwochen, AuszeichnungChartsChartplatzierungen (Jahr, Titel, Platzierungen, Wochen, Auszeichnungen, Anmerkungen) | Anmerkungen                                  |
| Jahr | Titel                            | FI | Anmerkungen                                  |
| ---- | -------------------------------- | --- | -------------------------------------------- |
| 1995 | Tuhat yötä                       | FI7 Gold · (12 Wo.)FI |                                              |
| 1997 | Vaiheet                          | FI8 (14 Wo.)FI |                                              |
| 1998 | Greatest Hits                    | FI3 Gold · (10 Wo.)FI |                                              |
| 2001 | Kaikki tahtoo                    | FI1 Platin · (20 Wo.)FI |                                              |
| 2003 | Enkelten tuli                    | FI2 Gold · (19 Wo.)FI |                                              |
| 2006 | Vain elämää 1992-2005            | FI21 Gold · (2 Wo.)FI |                                              |
| 2006 | Voittola                         | FI14 (8 Wo.)FI |                                              |
| 2007 | Virsiä                           | FI1 ×2Doppelplatin · (28 Wo.)FI |                                              |
| 2008 | Virsiä 2                         | FI2 Platin · (20 Wo.)FI | Erstveröffentlichung: 4. Dezember 2008       |
| 2009 | Maa on niin kaunis - virsiä 3    | FI4 Gold · (21 Wo.)FI | Erstveröffentlichung: 5. Oktober 2009        |
| 2010 | Pimeä onni                       | FI2 Platin · (28 Wo.)FI | Erstveröffentlichung: Oktober 2010 mit Jippu |
| 2011 | Pienellä kivellä                 | FI3 Platin · (35 Wo.)FI | Erstveröffentlichung: 19. September 2011     |
| 2011 | Rakastetuimmat virret            | FI34 (3 Wo.)FI | Erstveröffentlichung: 7. November 2011       |
| 2012 | Hiljaisuuden valo - Joululauluja | FI3 ×2Doppelplatin · (7 Wo.)FI | Erstveröffentlichung: 30. Oktober 2012       |
| 2014 | Mahdollisuus                     | FI3 Gold · (13 Wo.)FI | Erstveröffentlichung: 21. Oktober 2014       |
| 2016 | Samuli Edelmann                  | FI24 (3 Wo.)FI | Erstveröffentlichung: 2. Dezember 2016       |
| 2019 | Vaiheet 2                        | FI27 (1 Wo.)FI | Erstveröffentlichung: 11. Oktober 2019       |

Weitere Alben
- 1991: Pienestä kii (FI: Platin)
- 1994: Ihana valo (FI: Platin)

### Singles
| Jahr | Titel Album                      | Höchstplatzierung, Gesamtwochen, AuszeichnungChartsChartplatzierungen (Jahr, Titel, Album, Platzierungen, Wochen, Auszeichnungen, Anmerkungen) | Anmerkungen                           |
| Jahr | Titel Album                      | FI | Anmerkungen                           |
| ---- | -------------------------------- | --- | ------------------------------------- |
| 1995 | Tuhat yötä                       | FI1 (12 Wo.)FI | mit Sani                              |
| 2009 | Jos sä tahdot niin Pimeä onni    | FI1 Platin · (32 Wo.)FI | mit Jippu                             |
| 2010 | Pimeä onni                       | FI17 (1 Wo.)FI | mit Jippu                             |
| 2011 | Ei mitään hätää Pienellä kivellä | FI8 (12 Wo.)FI | Erstveröffentlichung: 27. Juni 2011   |
| 2014 | Teit meistä kauniin –            | FI12 (4 Wo.)FI | Erstveröffentlichung: 4. Oktober 2014 |

### Gastbeiträge
| Jahr | Titel Album                | Höchstplatzierung, Gesamtwochen, AuszeichnungChartsChartplatzierungen (Jahr, Titel, Album, Platzierungen, Wochen, Auszeichnungen, Anmerkungen) | Anmerkungen                 |
| Jahr | Titel Album                | FI | Anmerkungen                 |
| ---- | -------------------------- | --- | --------------------------- |
| 2013 | Parempi mies Kuka muu muka | FI6 (14 Wo.)FI | Cheek feat. Samuli Edelmann |